# Guarda-freio
O guarda-freio é o responsável pela vigília e accionamento do travão/freio de veículos ferroviários. Posicionava-se em pequenos abrigos nas carruagens ou vagões e tinha acesso a alavancas e manivelas do freio mecânico do respectivo vagão/carruagem. Guarda-freios podiam circular pelas carruagens, accionando o freio de cada uma, se tais deslocações fossem possíveis. Com a introdução do freio a vácuo/pneumático, a existência de guarda-freios nos comboios deixou de ser necessária.
O termo guarda-freio permaneceu até hoje como o nome dado à profissão do maquinista/motorista encarregue de dirigir um “carro americano” (bonde de tração animal), um elétrico/bonde ou um funicular (elevador).

## Guarda-freios

### De comboios
O guarda-freio dos caminhos-de-ferro mais pesados, guardava e accionava o freio mecânico do vagão ou carruagem onde o seu abrigo se encontrava instalado. Esta prática foi muito comum durante o tempo do vapor, em que a locomotiva não tinha meios de accionar freios em carruagens e vagões, até ao surgimento do freio pneumático, a vácuo.
Só era possível comunicar de maquinista para guarda-freio, sendo que o maquinista se fazia usar do apito da locomotiva para dar instruções. Com a introdução de carruagens com passadiços entre elas, já se tornou possível que o guarda-freio se pudesse movimentar pelo comboio e accionar o freio mecânico de cada uma. O revisor podia substituir o guarda-freio nestas condições.
Os freios podiam ser colocados em carruagens e vagões especiais em que se instalava o abrigo do guarda-freio, normalmente uma caixa numa das pontas do veículo reboque e que permitisse ver todo o comboio. Com passadiços, os freios podiam estar presentes em todas as carruagens, e somente estas, e o guarda-freio deslocava-se de uma para outra, accionando o freio à vez. Outros comboios tinham um vagão de frenagem, com um poderoso freio mecânico, colocado na cauda do comboio.

### De elétricos/bondes

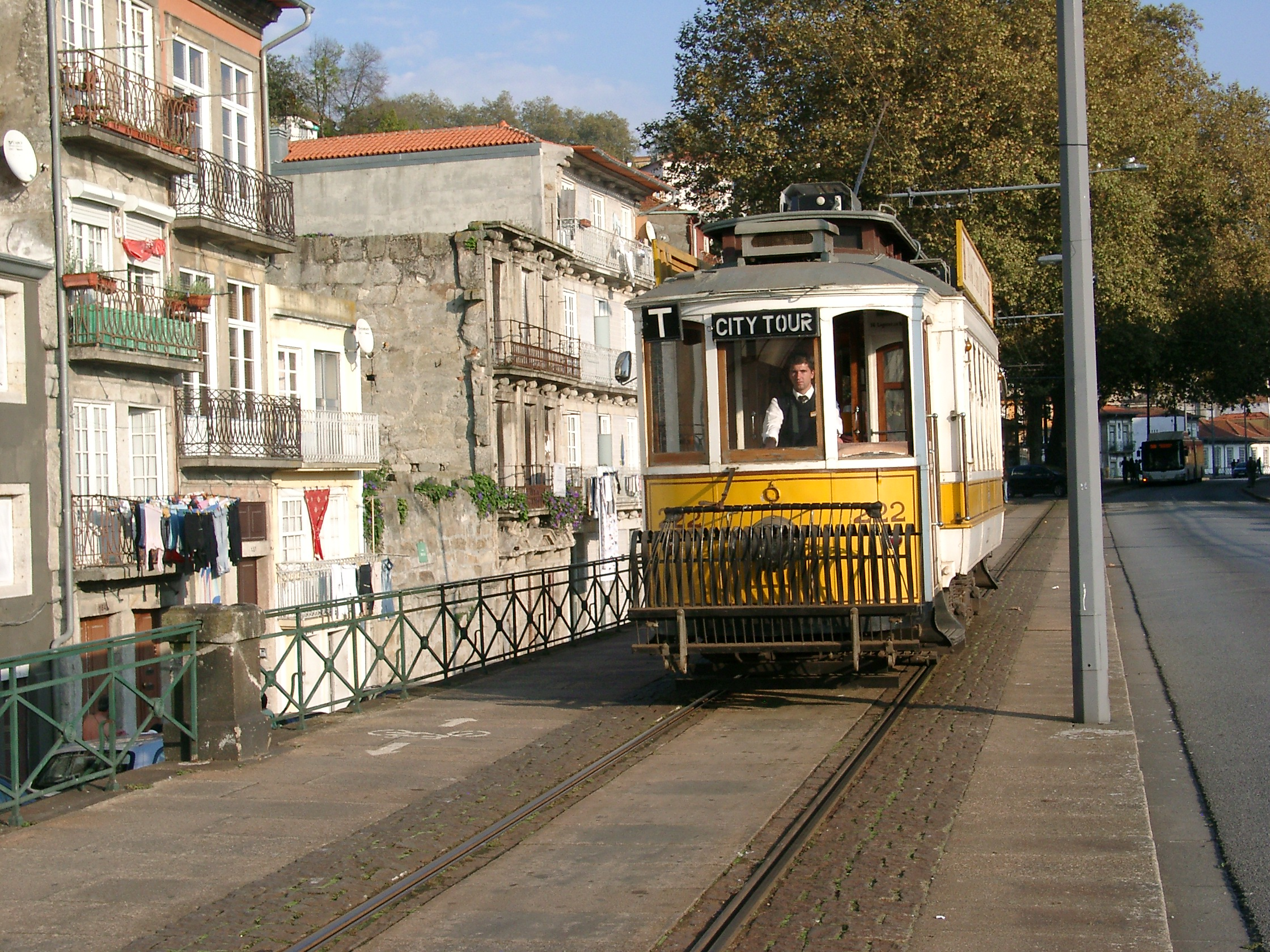
Guarda-freio aos comandos do carro eléctrico 222, da STCP.

O guarda-freio de um elétrico/bonde opera a condução do mesmo e pode assumir também as responsabilidades de revisor.